# Karin Verguts
Karin Verguts (Wilrijk, 3 mei 1961) is een Belgische voormalige sprintster. Ze nam eenmaal deel aan de Olympische Spelen en veroverde drie Belgische titels.

## Biografie

### Jeugd
Verguts behaalde op 200 m in 1977 een zilveren medaille op de Europese kampioenschappen voor junioren. In dat jaar liep ze tijdens een interland België-Nederland met 23,20 s haar persoonlijk record, tevens het Belgisch scholierenrecord dat al meer dan 35 jaar stand houdt. Twee jaar later veroverde ze een tweede zilveren medaille. In 1980 nam ze deel aan de Olympische Spelen van 1980 in Moskou, waar ze werd uitgeschakeld in de kwartfinale.

### Belgische titels en records
Verguts veroverde in 1983 haar eerste Belgische titels op zowel de 100 als de 200 m. In 1984 volgde een tweede titel op de 200 m.
Verguts verbeterde tussen 1976 en 1980 met de Belgische ploeg vijfmaal het Belgisch record op de 4 x 100 m.

### Clubs
Verguts was aangesloten bij SV Aartselaar Atletiek, Olse Merksem AC, Schilde AC, AC Lierse.

## Belgische kampioenschappen
| Onderdeel | Jaar      |
| --------- | --------- |
| 100 m     | 1983      |
| 200 m     | 1983,1984 |

## Persoonlijke records
| Onderdeel | Prestatie | Datum             | Plaats  |
| --------- | --------- | ----------------- | ------- |
| 100 m     | 11,57 s   | 18 september 1977 | Brussel |
| 200 m     | 23,20 s   | 27 juli 1977      | Brussel |

## Palmares

### 100 m
- 1983:  BK AC – 11,86 s

### 200 m
- 1977:  EK U20 in Donetsk - 23,37 s
- 1979:  EK U20 in Bydgoszsc - 23,41 s
- 1980: 7e ¼ fin. OS in Moskou - 24,00 s
- 1983:  BK AC – 24,16 s
- 1984:  BK AC – 23,73 s

## Onderscheidingen
- 1977: Grote Feminaprijs van de KBAB